# Ferdinand Dugué
Pour les articles homonymes, voir Dugué.
Ferdinand Adrien Joseph Dugué, né le 18 février 1816 à Chartres, et mort le 6 décembre 1913 à Paris 11e, est un poète et auteur dramatique français.

## Biographie

### Famille

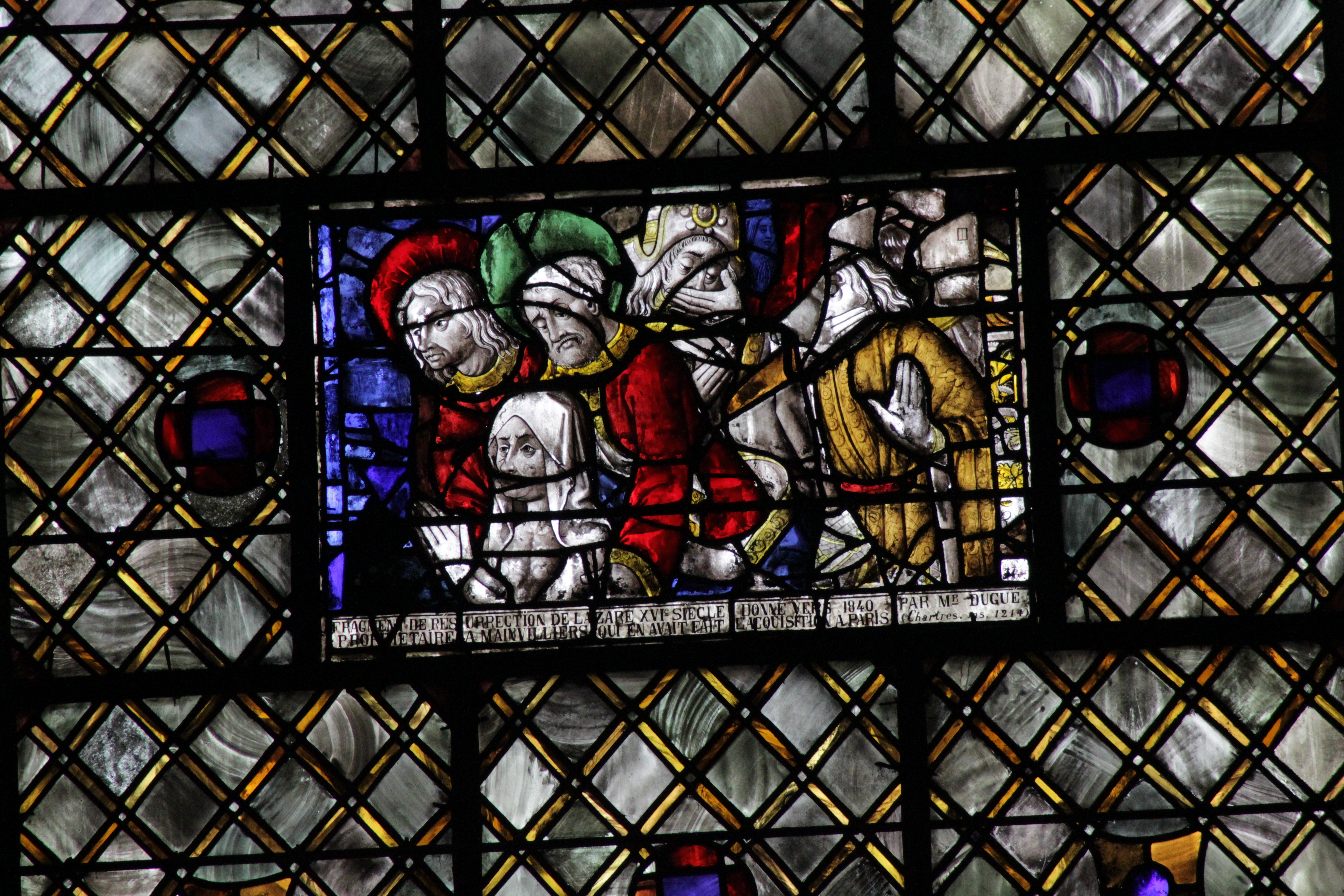
Fragment d'une résurrection de Lazare donné à la cathédrale de Chartres par Ferdinand Dugué (baie no 34).

Fils de l'avocat Pierre-Joseph Dugué de La Fauconnerie et de Barbe Victoire Thérèse Féron, Ferdinand Dugué est le cousin de Jacques-Claude Dugué d'Assé et l'oncle de Henri-Joseph Dugué de La Fauconnerie.
Ses parents sont propriétaires du château de Mainvilliers (Eure-et-Loir) et de sa ferme constituée de 43 hectares de terre labourable (en partie sur Mainvilliers et sur Amilly), d'une pièce de vignes et de deux prés. Ils donnent en location cette dernière.
Il se marie le 20 novembre 1840 avec Henriette Joséphine Béguin, fille d'un officier de marine, avec laquelle il fêtera en 1910 ses 70 ans de mariage. La bénédiction nuptiale a lieu dans la chapelle des Missions Étrangères, à Paris, rue du Bac. Ils auront deux filles, l'une mariée à l'imprimeur Richard-Gabriel Morris, promoteur de la colonne Morris, et l'autre à Egbert Abadie (1846-1913), directeur de l'Usine Abadie, maire du Theil et conseiller général de l'Orne.
Vers cette même date, il fait don à la cathédrale Notre-Dame de Chartres du fragment d'un vitrail du XVIe siècle représentant la résurrection de Lazare (voir l'inscription au bas du fragment). En 1924, Charles Lorin remontera ce fragment dans une grisaille posée dans le bras sud du transept (baie 34).

### Jeunesse
Il demeure dans une maison du cloître Notre-Dame à Chartres. Après être allé au collège de cette ville, il poursuit ses études à Paris, hébergé à la Pension Landry, où il obtient un accessit au Concours général de 1830. La ville de Chartres organise alors une cérémonie en son honneur à l'hôtel de ville le 12 septembre 1830 en présence notamment du maire Adelphe Chasles qui lui pose sur la tête une couronne de chêne dorée et du principal du collège de Chartres, l'abbé Calluet.

### Fonctions
Il fut vice-président de la Société des auteurs et compositeurs dramatiques.
En 1870, il fut désigné comme patriote délégué de la Défense nationale pour le canton nord de Chartres.
Il présida de nombreuses années l'Association des anciens élèves du collège de Chartres.

### Faits marquants

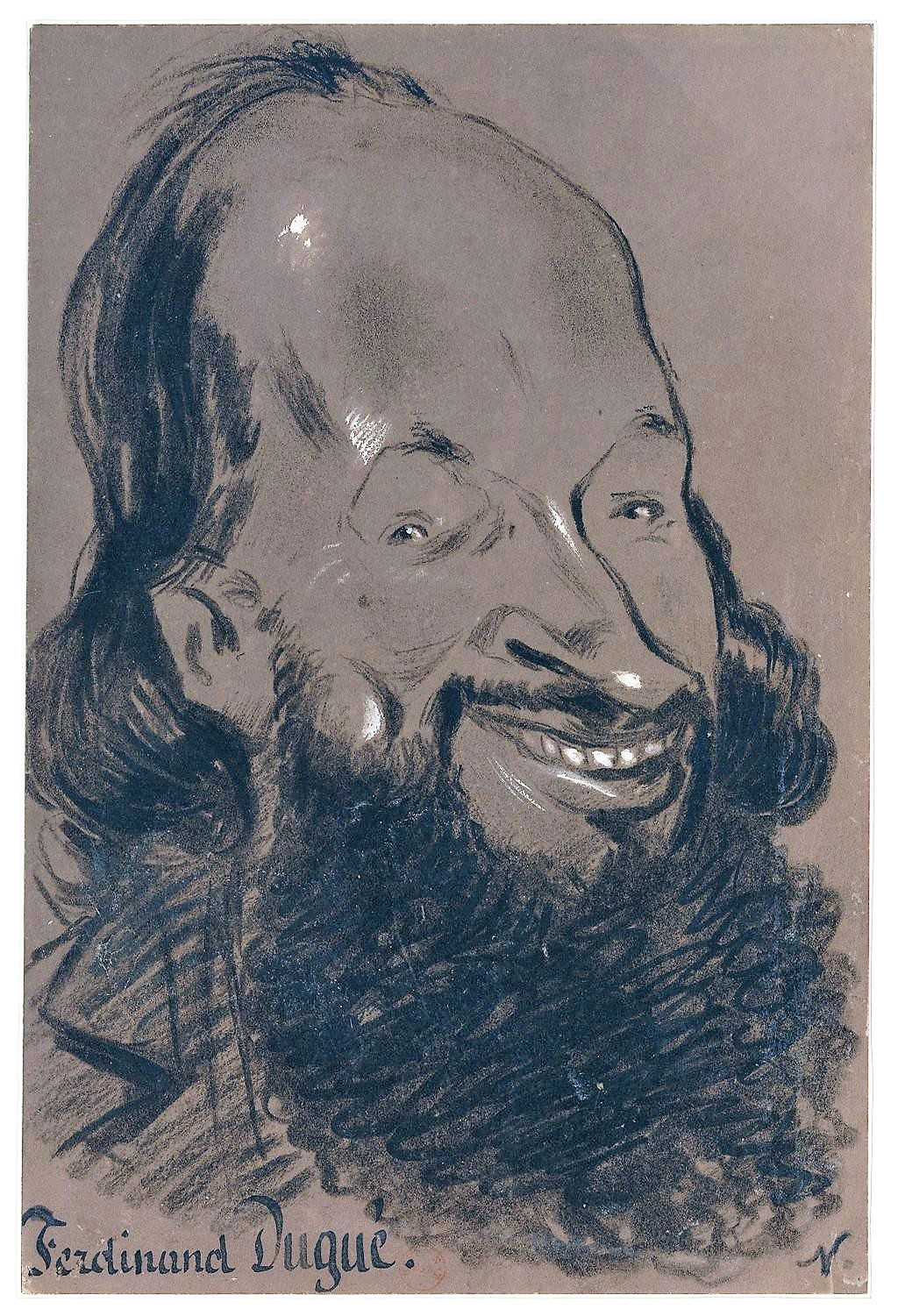
Caricature de Ferdinand Dugué par Nadar.

En 1870, il doit affronter l'armée prussienne et raconte non sans humour cet épisode :
Le 20 septembre 1900, il accueille, à la demande des autorités locales, dans le parc de son château de Mainvilliers (Eure-et-Loir) le président de la République Émile Loubet, venu assister à une revue militaire, pour un déjeuner champêtre. Le menu, dont les mets sont préparés par la maison Potel et Chabot, est le suivant : melon glacé, truite boréale sauce rosette, cuissot de chevreuil moscovite, timbale Sévigné, chaufroid de canard glacé, marquise Jamaïque, faisans truffés Périgueux, salade Rachel, foie gras Charvin, fonds d'artichauts au Cliquot et macédoine de fruits frappés au marasquin.

### Déclarations
Interrogé en 1910 par le journal Le Gaulois sur ce qu'il pense du mouvement théâtral contemporain, il répond :
« Une seule chose m'étonne, c'est que le théâtre n'ait pas succombé déjà sous les assauts de ses trois plus mortels ennemis, la pornographie, le music-hall et le cinématographe ».

### Décès
Le 6 décembre 1913, il est mortellement blessé par un tramway boulevard Voltaire, près de son domicile, situé au no 28. Ses obsèques sont célébrées dans l'église Sainte-Élisabeth-de-Hongrie et il est inhumé au cimetière du Père-Lachaise.

## Distinctions
- Chevalier de la Légion d'honneur (décret du 14 août 1862)[10].

## Œuvres

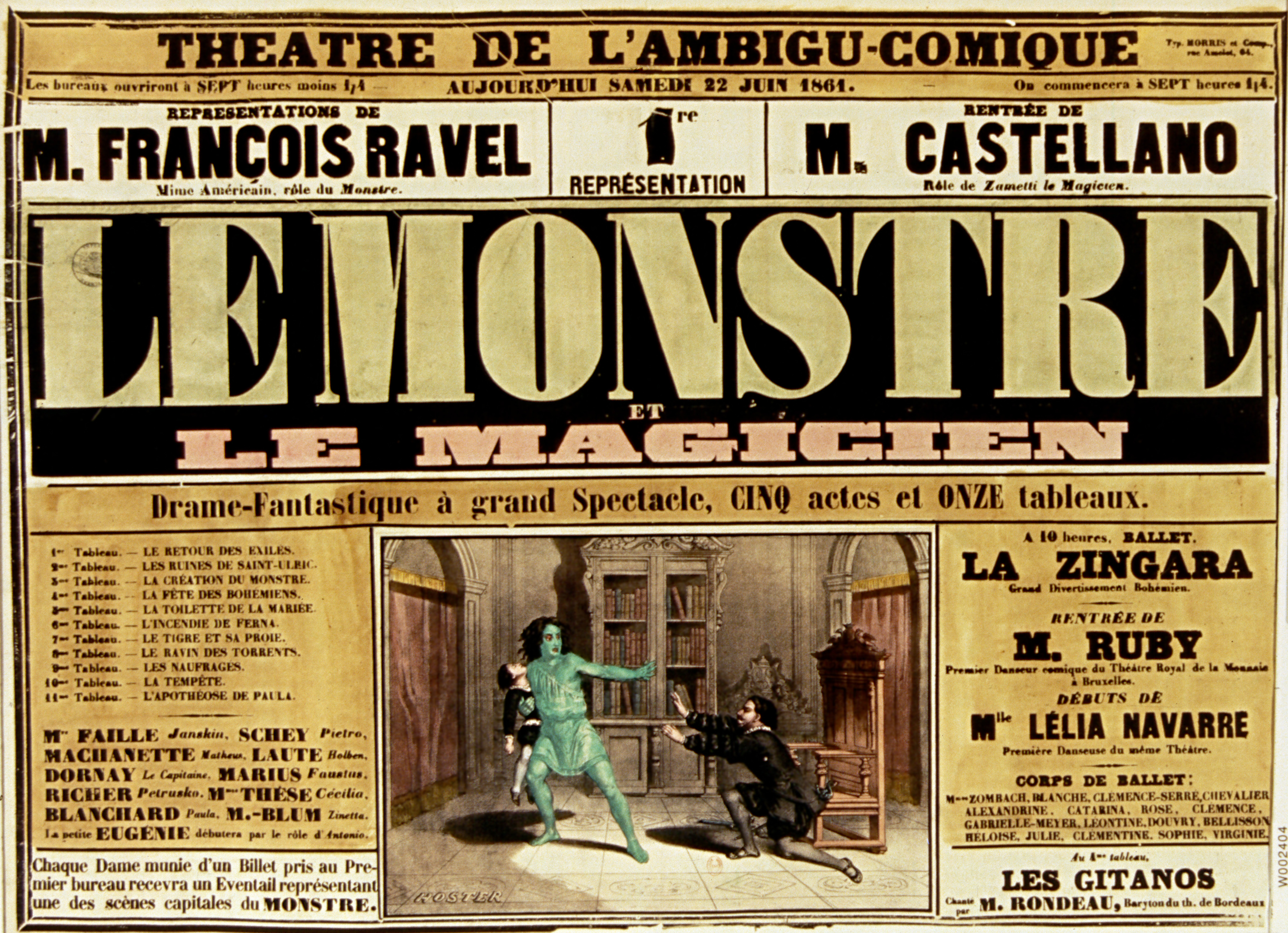
Affiche pour Le Monstre et le Magicien donné au théâtre de l'Ambigu-Comique (22 juin 1861, Typographie Morris, Paris).

- Les Horizons de la poésie, 1836 (sa première œuvre publiée)
- Les Gouttes de rosée (poésie)
- L'Oasis (poésie)
- Mathurin Regnier
- La Misère
- Rauquelaure
- Geoffroy Rudel, roman en deux volumes, 1836[11]
- Le Vol des heures, poésie, Eugène Renduel, éditeur à Paris, 1839[12].
- Le Juif de Venise, drame en 5 actes et 7 tableaux, 1854
- Les Amours maudits, drame en 5 actes, 1854
- André le mineur, drame en 5 actes, 1855
- Le Paradis perdu, drame en 5 actes et 12 tableaux, 1856 (avec Adolphe d'Ennery).
- Cartouche, drame nouveau en cinq actes (huit tableaux), 1859
- La Fille du Tintoret, drame en cinq actes et six tableaux, 1859
- Les Pirates de la Savane, drame à grand spectacle en cinq actes , d'Auguste Anicet-Bourgeois et Ferdinand Dugué, représentée la premiere fois le 6 août 1859 au théâtre de la Gaité[13].
- Les 32 duels de Jean Gigon, drame en 5 actes ...tiré du roman de M. A. Gandon, 1861.
- La Fille des chiffonniers, drame en cinq actes et 8 tableaux, 1861 (avec Anicet-Bourgeois)
- Le Monstre et le Magicien, drame-fantastique en 5 actes et 11 tableaux, 1861 (avec le mime François Ravel)
- La Bouquetière des Innocents, drame en 5 actes et 11 tableaux, 1862 (avec Anicet-Bourgeois)
- France de Simiers, drame en cinq actes, en vers, 1863
- Le Château de Pontalec, 1864 (avec Adolphe d'Ennery et Emile Abraham)
- Marie de Mancini, drame en 5 actes et 8 tableaux, 1865 (avec Adolphe d'Ennery)
- Salvator Rosa, 1866
- Maximilien, poésie, 1867
- Les Éclats d'obus, E. Dentu, éditeur à Paris, 1871[14].
- Ismène, comédie en trois actes et en vers, 1873
- Les Fugitifs, 1875 (avec Anicet-Bourgeois)
- Les Épaves, E. Dentu, éditeur à Paris, 1881[15].
- Théâtre complet, 5 tomes, Calmann-Lévy, éditeur à Paris, 1891.
- Publie en 1853, la Prière des Naufragés :

« J’ai besoin par instant de rugir comme les bêtes féroces et de bondir comme les flots de l’Océan.– J’étouffe ici ! »
- Les Pharaons, grand opéra en quatre actes et cinq tableaux, livret de Ferdinand Dugué et Charles Grandmougin, musique de Charles Grelinger, représenté au Grand Théâtre de Reims, le 7 décembre 1899.